# Перелік елементів

Форма переліку елементів за ГОСТ 2.701-2008

Пере́лік елеме́нтів — текстовий документ конструкторської документації у який записують дані про елементи і пристрої, зображені на схемі.

## Загальні вимоги
Кожна схема повинна мати перелік елементів, в якому записують всі елементи, що зображені на схемі. Форма і розміри переліку елементів повинні відповідати міждержавному стандарту ГОСТ 2.701-2008. Перелік елементів розміщують на першому аркуші схеми або виконують у вигляді самостійного документа на аркуші формату А4 з основним написом для текстових документів за ДСТУ ГОСТ 2.104:2006. Для електронних документів перелік елементів виконують лише у вигляді самостійного документа. В основному надписі переліку елементів, випущеного окремим документом роблять напис «Перелік елементів» після найменування виробу. У відповідній графі основного напису вказують код «П» переліку і код схеми за ГОСТ 2.701-2008, наприклад,: ПГ3 — перелік елементів принципової гідравлічної схеми; ПЭ3 — перелік елементів принципової електричної схеми.

## Заповнення переліку елементів
Зв'язок між умовними графічними познаками і переліком елементів здійснюється через позиційні познаки.

### Форма переліку елементів
Перелік елементів оформляють у вигляді таблиці, яка заповнюється зверху вниз. Таблицю виконують за розмірами відповідно до стандарту. На першому аркуші схеми, перелік розташовують над основним написом на відстані не менше 12 мм від нього.
В графах переліку вказують такі дані:
- у графі «Поз. познаки» — позиційну познаку елемента, виробу або функціональної групи;
- у графі «Найменування» — найменування елемента згідно з документом, на основі якого він застосований, і позначення цього документа  (основний конструкторський документ, ДСТУ, ГОСТ, ТУ);
- у графі «Кількість» — кількість однакових елементів;
- у графі «Примітка» — технічні дані елемента, які не містяться в його найменуванні.

### Порядок запису елементів
Порядок запису елементів у перелік наступний:
- елементи записують по групах (видах) в алфавітному порядку літерних позиційних познак. Якщо на схемі використовують позиційні познаки із літер латинського і слов'янського алфавітів, то в переліку спочатку записують елементи з позиційними познаками, складеними із літер латинського алфавіту, а потім — із літер слов'янського алфавіту;
- в межах кожної групи елементи розташовують у порядку зростання їх номерів. Для внесення змін рекомендується залишати декілька незаповнених рядків між окремими групами елементів або між елементами у великій групі;
- для скорочення переліку допускається однотипні елементи з однаковими параметрами, які мають на схемі послідовні порядкові номери, записувати в перелік одним рядком, записуючи у відповідну графу тільки позиційні познаки з найменшим і найбільшим порядковими номерами (наприклад, R1...R5, C8...C12);
- при запису однотипних елементів допускається не повторювати в кожному рядку найменування елемента, а записувати його у вигляді заголовка до відповідного розділу. Заголовок підкреслюють тонкою суцільною лінією;
- якщо параметри елементів вибирають при регулюванні виробу, то на схемі і в переліку їх позначають зірочкою (С1*), а на полі схеми поміщають зноску.